# 바데나필
바데나필(vardenafil)은 레비트라(Levitra) 또는 야일라(Yaila)이라는 상품으로 판매되는 발기부전 치료제이다. 이것은 다른 발기부전 치료제인 실데나필, 타달라필, 유데나필과 마찬가지로 PDE5 저해제이다.

## 같이 보기
- 실데나필 (비아그라 - 화이자)
- 타달라필 (시알리스 - 일라이 릴리 앤드 컴퍼니)
- 유데나필 (자이데나 - 동아제약)